# João Pedro (fotbalista, 2001)
João Pedro Junqueira Jesus (* 26. září 2001 Ribeirão Preto), známý jako João Pedro, je brazilský profesionální fotbalista, který hraje na pozici útočníka či křídelníka za anglický klub Chelsea FC.

## Klubová kariéra

### Fluminense
João Pedro je odchovancem brazilského Fluminense. 19. října 2018, ještě předtím, než si odbyl svůj seniorský debut, se anglický klub Watford dohodl na podpisu pětileté smlouvy s João Pedrem na leden 2020. 28. března 2019 João Pedro debutoval v dresu Fluminense jako střídající hráč při prohře 2:1 s Flamengem v Campeonato Carioca. O měsíc později, 29. dubna, debutoval v lize jako střídající hráč při prohře 1:0 s Goiásem. V následujících čtyřech zápasech nastřílel sedm gólů, včetně hattricku při vítězství 4:1 v Copa Sudamericana proti Atlético Nacional.

### Watford
Dne 30. října 2019 Pedro oznámil, že získal pracovní povolení ve Spojeném království a že v lednu 2020 podepíše smlouvu s Watfordem. Svůj první gól v dresu Watfordu vstřelil 26. září 2020, v den svých 19. narozenin, při výhře 1:0 nad Luton Townem.
João Pedro vstřelil 20. listopadu 2021 svůj první gól v Premier League, a to v zápase proti Manchesteru United. Gól věnoval svému zesnulému nevlastnímu otci Carlosi Juniorovi. Dne 15. ledna 2022 vstřelil João Pedro v 88. minutě vyrovnávací gól proti Newcastlu United při remíze 1:1.
I navzdory sestupu dokázal Watford s brazilským forvardem prodloužit před sezónou 2021/22 smlouvu a João Pedro se mu odvděčil 15 kanadskými body. Zbytek týmu s výjimkou Ismaïly Sarra se však s další větší porcí nepřidal, a tak Hornets strávili celý ročník uprostřed tabulky.

### Brighton & Hove Albion
Dne 5. května 2023 přestoupil Pedro do prvoligového Brightonu, přičemž přestupová částka nebyla zveřejněna, ale údajně se pohybovala kolem okolo 30 milionů liber. Nejdražší posilou Seagulls zatím byl Adam Webster z Bristolu City, jeho transfer vyšel o deset milionů liber levněji.

## Statistiky

### Klubové
K 22. dubnu 2023
| Klub                   | Sezóna  | Liga           | Liga   | Liga | Státní liga | Státní liga | Národní pohár | Národní pohár | Ligový pohár | Ligový pohár | Kontinentální poháry | Kontinentální poháry | Celkem | Celkem |
| Klub                   | Sezóna  | Liga           | Zápasy | Góly | Zápasy      | Góly        | Zápasy        | Góly          | Zápasy       | Góly         | Zápasy               | Góly                 | Zápasy | Góly   |
| ---------------------- | ------- | -------------- | ------ | ---- | ----------- | ----------- | ------------- | ------------- | ------------ | ------------ | -------------------- | -------------------- | ------ | ------ |
| Fluminense             | 2019    | Série A        | 25     | 4    | 4           | 1           | 4             | 2             | —            | —            | 4                    | 3                    | 37     | 10     |
| Watford                | 2019/20 | Premier League | 3      | 0    | —           | —           | 2             | 0             | 0            | 0            | —                    | —                    | 5      | 0      |
| Watford                | 2020/21 | Championship   | 38     | 9    | —           | —           | 1             | 0             | 1            | 0            | —                    | —                    | 40     | 9      |
| Watford                | 2021/22 | Premier League | 28     | 3    | —           | —           | 1             | 1             | 0            | 0            | —                    | —                    | 29     | 4      |
| Watford                | 2022/23 | Championship   | 35     | 11   | —           | —           | 0             | 0             | 0            | 0            | —                    | —                    | 35     | 11     |
| Watford                | Celkem  | Celkem         | 104    | 23   | —           | —           | 4             | 1             | 1            | 0            | —                    | —                    | 109    | 24     |
| Brighton & Hove Albion | 2023/24 | Premier League | 0      | 0    | —           | —           | 0             | 0             | 0            | 0            | 0                    | 0                    | 0      | 0      |
| Celkem                 | Celkem  | Celkem         | 129    | 27   | 4           | 1           | 8             | 3             | 1            | 0            | 4                    | 3                    | 146    | 34     |